# Kørsel med Grønlandske Hunde
Kørsel med Grønlandske Hunde ist ein dänischer Stummfilm von Peter Elfelt aus dem Jahr 1897. Der Film ist der erste, der jemals in Dänemark gedreht wurde. In Amerika wurde der Film unter dem Titel Traveling with Greenlandic Dogs veröffentlicht.

## Handlung
Ein Mann, bei dem es sich um den von den Färöer stammenden Inspektor für Grönland, Johan Carl Joensen, handelt, wird von seinen Schlittenhunden gezogen und irgendwann abgeworfen. Er muss schließlich dem Schlitten hinterherlaufen, bis er wieder den Schlitten führen kann.

## Hintergrundinformationen
Der Film wurde für die Dokumentation Eventyret om dansk film 1: Filmen kommer til Danmark – 1896–1909 wiederverwendet.
Peter Elfelt ist für den dänischen Film ein Pionier, der in den Jahren 1897 bis 1907 mehr als 30 Filme drehte.